# NGC 4970
NGC 4970 في الفهرس العام الجديد، هي مجرة، تقع في كوكبة الشجاع. اكتشفت في 26 مارس 1789 بواسطة ويليام هيرشل.

## روابط خارجية
- NGC 4970 على موقع ويكي سكاي: DSS2, SDSS, GALEX, IRAS, Hydrogen α, X-Ray, Astrophoto, Sky Map, Articles and images